# Padilla de Abajo
Padilla de Abajo es una localidad y un municipio español de la provincia de Burgos, en la comunidad autónoma de Castilla y León. Se ubica en la comarca de Odra-Pisuerga y el partido judicial de Castrojeriz. En el municipio se conservan varios miliarios fechados en casi 2000 años, que marcaban el camino de la Via Aquitania entre Astorga y Sasamón.

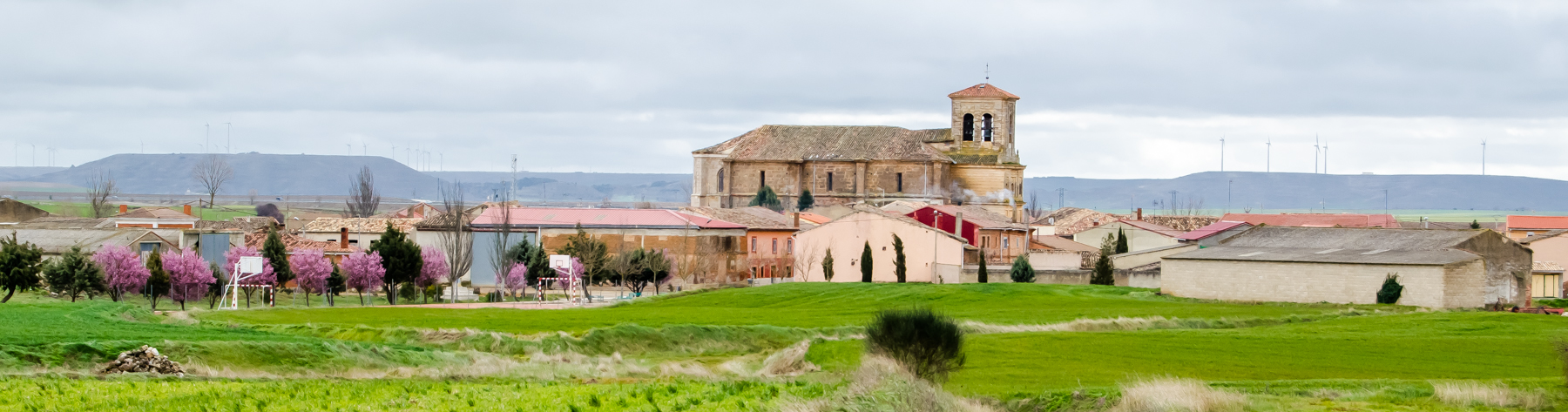
Vista desde la ermita de Nuestra Señora del Torreón

## Geografía
Está situado entre los ríos Odra y Pisuerga, en una llanura fluvial limitada entre los páramos de Castrojeriz y las estribaciones de la Peña Amaya.

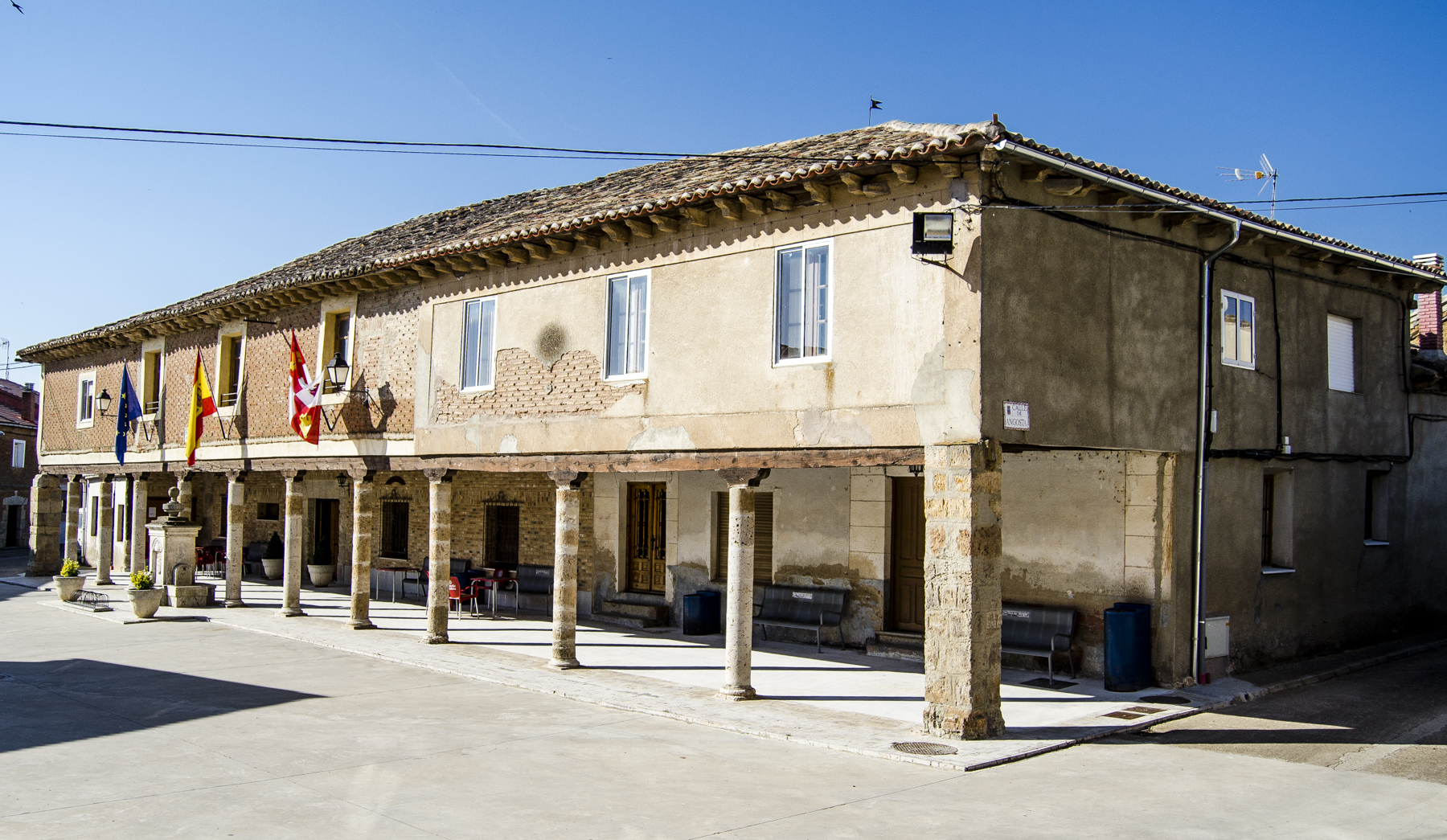
Ayuntamiento, edificio de servicios múltiples y soportal.

## Demografía
Padilla de Abajo cuenta con una población de 67 habitantes (INE 2024).
| Gráfica de evolución demográfica de Padilla de Abajo entre 1842 y 2021 |
| |
| Población de derecho según los censos de población del INE Población de hecho según los censos de población del INEEn 1857 crece el término del municipio porque incorpora a Valtierra de Riopisuerga. |

## Administración y política
Las instituciones políticas municipales están constituidas por un ayuntamiento al estilo de Concejo Abierto, con Asamblea vecinal.

## Economía
Su actividad económica fundamental es la agricultura intensiva cerealista. Destacan sus paisajes de llanura castellana y su característica variedad estacional.

## Historia
Sus primeros datos son de la época romana. Posteriormente no tenemos evidencias hasta los siglos IX y X en que forma parte de la repoblación castellana. Se denomina Padiella de Yuso y es cuna de la familia Padilla que llegó a dar una reina de Castilla, María de Padilla. Aparece reflejada en el Libro de las Behetrías, que lo incluye en la Merindad de Castrojeriz.

Entre 1785 y 1833, formó parte, como pueblo solo, del Partido de Castrojeriz, Intendencia de Burgos. Según el Censo de Floridablanca de 1787, fue jurisdicción de señorío cuyo titular fue el Duque del Infantado. El encargado de nombrar a los alcaldes ordinarios era el duque, en esa época Pedro Alcántara de Toledo y Silva, quien también era titular de los derechos de Távara, Lerma.

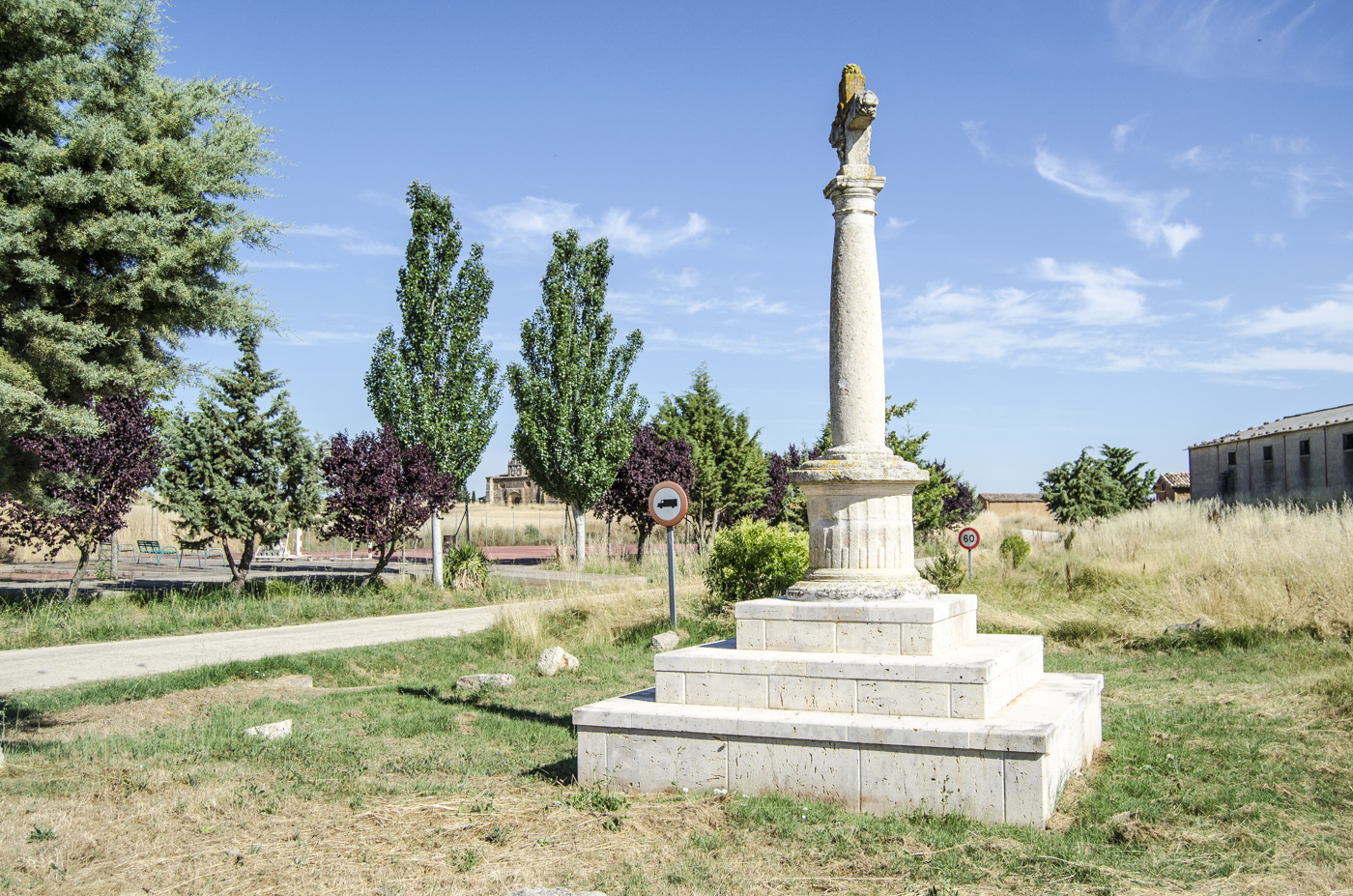
Crucero a la salida del pueblo

## Monumentos y lugares de interés

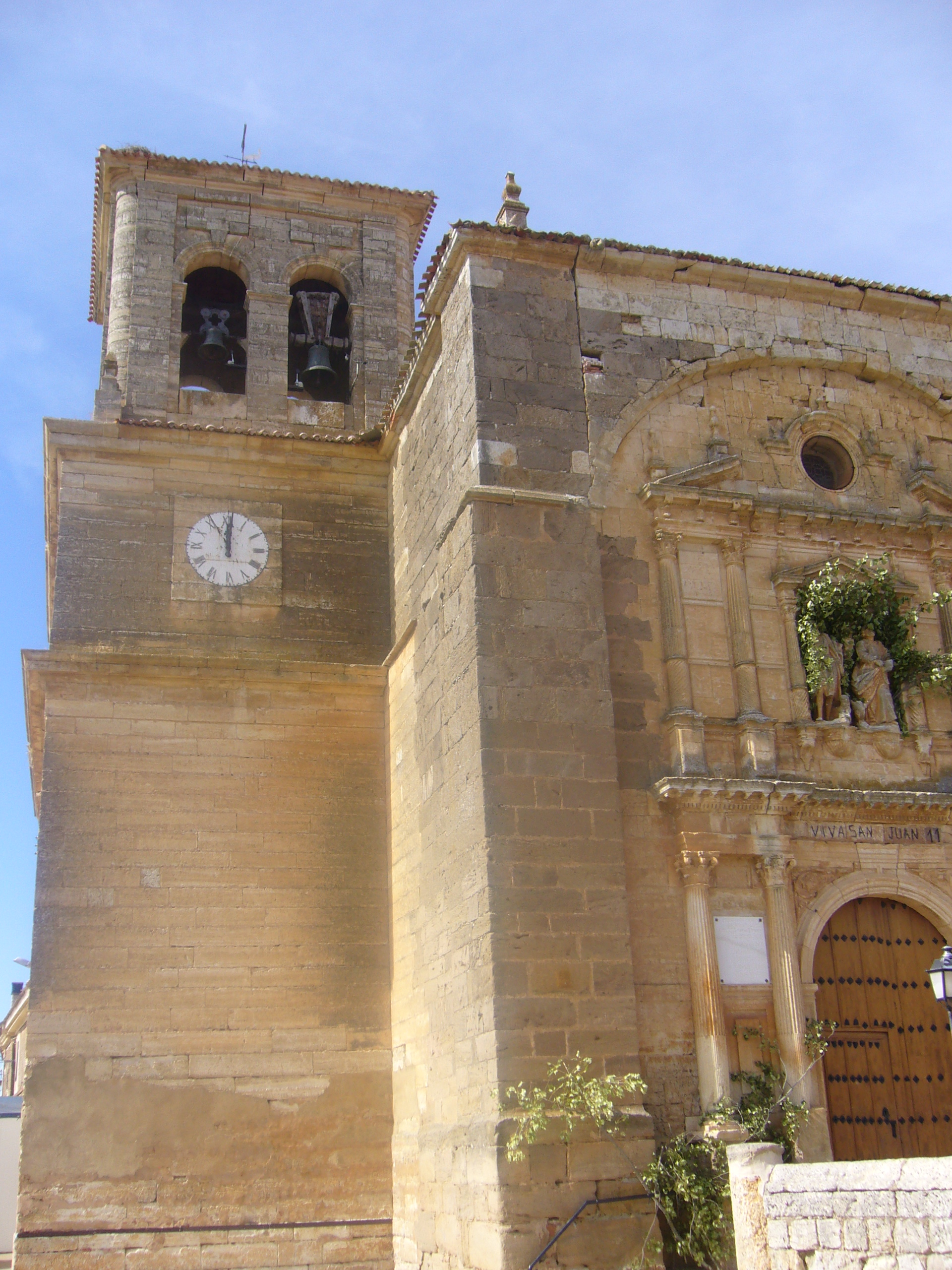
Iglesia de los Santos Juanes

- Iglesia parroquial de los Santos Juanes. Situada en el centro del pueblo tiene tanto elementos del gótico tardío como renacentistas. Planta rectangular con tres naves y ábside pentagonal. Portada renacentista. La torre es posterior, del siglo XIX, debido a un derrumbamiento. El retablo mayor es barroco del siglo XVII.

Pertenece al Arcipestrazgo de Amaya, archidiócesis de Burgos.
- Ermita de Nuestra Señora del Torreón. Románica del siglo XIII. Se encuentra en el camino de Padilla de Arriba, en medio del campo en un pequeño alto. Destaca su ábside con columnas entregas y canecillos de preciosas tallas. Tiene dos originales óculos orientados a mediodía y portada con cuatro arquivoltas y columnas cuyos capiteles son interesantes. En uno de ellos podría estar tallada el tema de la Bocca della Verità, cabeza de mármol de Roma en la que dos jóvenes meten sus manos en prueba de inocencia tema amoroso.[5] Tiene otra portada mirando a Padilla de Arriba. Anteriormente tenía una talla románica del siglo XII, de la Virgen del Torreón, hoy sustraída.
- Miliarios romanos. Se encuentran en los extremos de la pared de piedra que rodea la entrada de la iglesia. Son del siglo I a. C. y se encontraban en la calzada romana que iba de Astorga a Burdeos, Vía Romana del Norte o Vía Aquitania, siendo etapa de uno de los ramales del Camino de Santiago que discurría por la antigua calzada romana actualmente recuperado como Camino a Santiago Vía Aquitania. También podría corresponder a la Vía Meseteña, una vía romana secundaria que unía en norte de Hispania con la Vía Augusta.[6]
- Cruceros. Uno situado en la salida del pueblo y otro junto a la ermita mirando hacia Padilla de Abajo.

## Personas notables
Padilla de Abajo es el solar de origen de la familia Padilla, a la que perteneció la reina de Castilla María de Padilla. Se cree que el edificio que ahora forma los soportales de la plaza mayor del pueblo fuese el palacio de la familia.